# Adelheid Heimann
Pour les articles homonymes, voir Heimann.
Adelheid (Heidi) Heimann, née le 27 juin 1903 à Berlin et morte le 24 avril 1993 à Londres, est une historienne de l'art et photographe germano-britannique.

## Biographie
Heidi Heimann naît à Berlin 1903, elle est la fille de l'ingénieur Hans Heimann et de son épouse Dora Fliess. 
Elle obtient en 1923 son abitur à la Westend School en 1923, Heimann fait des études d'histoire de l'art, d'allemand, de philosophie et des études romanes à Fribourg-en-Brisgau, Berlin, Bonn et Hambourg. Elle soutient sa thèse de doctorat, intitulée Der Meister der Grandes Heures de Rohan und seiner Werkstatt, consacrée au Maître de Rohan et à son atelier et aux Grandes Heures de Rohan, en 1930, sous la direction d'Erwin Panofsky et la publie en 1932. Elle travaille comme assistante non rémunérée de Panofsky en 1930-1931. Elle fait des recherches à Florence et à Paris en 1931, puis elle est chargée de cours à l'École pratique des hautes études et à la Sorbonne de 1933 à 1935. Touchée par l'interdiction professionnelle pour les juifs, elle suit une formation de photographe à la Lette-Verein (de) de Berlin en 1935 puis elle émigre en Angleterre en 1936. Elle est résidente au Crosby Hall. Ses parents sont déportés dans le ghetto de Theresienstadt où ils sont assassinés. Son frère Fritz Heimann est assassiné à Auschwitz, sa sœur, l'artiste textile Marli Ehrman, s'exile aux États-Unis en 1938. 
Elle travaille comme photographe indépendante à Londres et réalise des travaux pour l'atelier photo de l'Institut Warburg à Londres, en 1940-1943.
Heimann est photojournaliste pour le magazine Picture Post de 1944 à 1952. Elle obtient la citoyenneté britannique en 1947. Elle est conservatrice adjointe de la collection photographique de l'Institut Warburg de 1954 à 1964. En 1972, elle est conférencière invitée à l'université de Fribourg-en-Brisgau.
Elle meurt à Londres le 24 avril 1993.

## Publications
- Der Meister der “Grandes Heures de Rohan” und seine Werkstatt, In: G. Swarzenski, A. Wolters (dir.), Städel-Jahrbuch, vol. VII–VIII, Prestel-Verlag, Francfort-sur-le-Main, 1932, p. 1–60, thèse de doctorat, Université de Hambourg, 1932.
- Trinitas Creator Mundi. London 1938/39
- L’iconographie de la Trinité. Paris: L’art chrétien, 1943
- The Capital Frieze and Pilasters of the Portail royal, Chartres, in: Journal of the Warburg and Courtland Institutes, vol.  31, 1968, p. 73–102 [lire en ligne] JSTOR:750636
- Picasso und der Affe. München: Deutscher Kunstverlag, 1969
- [compte rendu] French Painting in the Time of Jean de Berry: The Limbourgs and Their Contemporaries by Millard Meiss, in: The Burlington Magazine, vol.  119, no 896, p. 777–780